# Needham Market
Needham Market è un paese di 4 574 abitanti della contea del Suffolk, in Inghilterra.